# Giuseppe Calvi (calciatore)
Giuseppe Calvi (Torino, 21 maggio 1901 – Torino, 14 giugno 1995) è stato un calciatore italiano, di ruolo attaccante.

## Caratteristiche tecniche
Giocò nel ruolo di ala sinistra.

## Carriera

### Club
Esordì in Prima Categoria il 28 dicembre 1919 in Alessandrina-Torino 0-1. Nel 1922 segnò una doppietta in Torino-Inter 6-0. Con i granata giocò ininterrottamente dal 1919 al 1926, per poi giocare un'ultima stagione in Divisione Nazionale 1928-1929.

Nel 1930 passa al Genova 1893. 

Nel 1932 gioca nell'Infra di Pegli.

### Nazionale
Nel 1924 fa parte della rosa che partecipa alle Olimpiadi di Parigi.

## Statistiche

### Presenze e reti con i club
| Stagione        | Squadra         | Campionato      | Campionato | Campionato | Totale | Totale |
| Stagione        | Squadra         | Comp            | Pres       | Reti       | Pres   | Reti   |
| --------------- | --------------- | --------------- | ---------- | ---------- | ------ | ------ |
| 1919-1920       | Torino          | PC              | 5          | 3          | 5      | 3      |
| 1920-1921       | Torino          | PC              | 18         | 9          | 18     | 9      |
| 1921-1922       | Torino          | PD              | 8          | 0          | 8      | 0      |
| 1922-1923       | Torino          | PD              | 16         | 5          | 16     | 5      |
| 1923-1924       | Torino          | PD              | 18         | 2          | 18     | 2      |
| 1924-1925       | Torino          | PD              | 20         | 8          | 20     | 8      |
| 1925-1926       | Torino          | PD              | 9          | 3          | 9      | 3      |
| 1928-1929       | Torino          | DN              | 2          | 0          | 2      | 0      |
| Totale Torino   | Totale Torino   | Totale Torino   | 96         | 30         | 96     | 30     |
| 1929-1930       | Asti            | PD              | ?          | ?          | ?      | ?      |
| 1930-1931       | Genova 1893     | A               | 0          | 0          | 0      | 0      |
| 1932-1933       | Infra Pegli     | ?               | ?          | ?          | ?      | ?      |
| 1935-1936       | Varazze         | SD              | ?          | ?          | ?      | ?      |
| Totale carriera | Totale carriera | Totale carriera | 96+        | 30+        | 96+    | 30+    |